# Mustapha Zitouni
Mustapha Zitouni (Algeri, 19 ottobre 1928 – Nizza, 5 gennaio 2014) è stato un allenatore di calcio e calciatore algerino con cittadinanza francese.

## Carriera

### Calciatore

#### Nazionale
Ha collezionato quattro presenze con la Nazionale francese e 7 con quella algerina.

## Statistiche

### Cronologia presenze e reti in Nazionale
| Cronologia completa delle presenze e delle reti in nazionale ― Francia | Cronologia completa delle presenze e delle reti in nazionale ― Francia | Cronologia completa delle presenze e delle reti in nazionale ― Francia | Cronologia completa delle presenze e delle reti in nazionale ― Francia | Cronologia completa delle presenze e delle reti in nazionale ― Francia | Cronologia completa delle presenze e delle reti in nazionale ― Francia | Cronologia completa delle presenze e delle reti in nazionale ― Francia | Cronologia completa delle presenze e delle reti in nazionale ― Francia |
| Data                                                                   | Città                                                                  | In casa                                                                | Risultato                                                              | Ospiti                                                                 | Competizione                                                           | Reti                                                                   | Note                                                                   |
| ---------------------------------------------------------------------- | ---------------------------------------------------------------------- | ---------------------------------------------------------------------- | ---------------------------------------------------------------------- | ---------------------------------------------------------------------- | ---------------------------------------------------------------------- | ---------------------------------------------------------------------- | ---------------------------------------------------------------------- |
| 6-10-1957                                                              | Budapest                                                               | Ungheria                                                               | 2 – 0                                                                  | Francia                                                                | Amichevole                                                             | -                                                                      |                                                                        |
| 27-10-1957                                                             | Bruxelles                                                              | Belgio                                                                 | 0 – 0                                                                  | Francia                                                                | Qual. Mondiali 1958                                                    | -                                                                      |                                                                        |
| 27-11-1957                                                             | Londra                                                                 | Inghilterra                                                            | 4 – 0                                                                  | Francia                                                                | Amichevole                                                             | -                                                                      |                                                                        |
| 13-3-1958                                                              | Parigi                                                                 | Francia                                                                | 2 – 2                                                                  | Spagna                                                                 | Amichevole                                                             | -                                                                      |                                                                        |
| Totale                                                                 |                                                                        | Presenze                                                               | 4                                                                      |                                                                        | Reti                                                                   | 0                                                                      |                                                                        |

### Allenatore
Ni primi anni '60 fu alla guida del VS Chartres.